# Limeira do Oeste
Limeira do Oeste é um município brasileiro do estado de Minas Gerais. Sua população recenseada em 2022 era de 8 687 habitantes. É o município mais distante da Capital (Belo Horizonte), estando a 848 km de distância.

## História
Existia em São José do Rio Preto um comerciante português chamado Joaquim Gomes Ribeiro, dono de uma casa atacadista de secos e molhados. Os fazendeiros da região estavam acostumados a fazer compras nesse estabelecimento.
Conta-se que certa vez um deles não teve dinheiro para saldar suas dívidas com o comerciante. Em troca, deu ao sr. Joaquim a escritura de 400 alqueires de terra.
Foi assim que o português ficou dono do território onde hoje está Limeira do Oeste. Seu filho, Joamário, veio a Minas para tomar conhecimento da situação das terras e viu que eram muitas. Com a ajuda de um engenheiro agrônomo, fez pequenos sítios. Com isso, começaram a chegar várias pessoas ao local.
Por volta de 1968, chegaram o sr. Jose Cândido de Lima, sua esposa Ana Batista e seus dois filhos. Compraram uma parte das terras e passaram a loteá-las. Nascia o povoado que veio a dar origem a Limeira do Oeste. Em 1976, tornou-se distrito e emancipou-se de Iturama em 1992.
A cidade é conhecida por ser uma das mais hospitaleiras do estado de Minas Gerais. Três filmes regionais (amadores) já foram produzidos, sendo eles: A Lei do Sertão em 1985, A Vingança de Um Sertanejo em 1996 e Felicidade em Jogo em 2023 com dois finais. 

## Geografia
Esta localizado no pontal do Triângulo Mineiro, no planalto central do Brasil.

## Ligações Internas
- Livro: Limeira do Oeste, historia, cultura e arte de um povo 2003
- Hino de Limeira do Oeste
- Legislaturas de Limeira do Oeste